# Pycreus poikilostachys
Pycreus poikilostachys är en halvgräsart som beskrevs av Ernest Nelmes. Pycreus poikilostachys ingår i släktet Pycreus och familjen halvgräs.
Artens utbredningsområde är Zambia. Inga underarter finns listade i Catalogue of Life.